# Hildesheim
Hildesheim város Németországban, Alsó-Szászország tartományban, a Hildesheimi egyházmegye püspöki székvárosa.

## Fekvése
Hannovertől mintegy 30 km-re délkeletre, az Innerste folyó (a Leine egy kis mellékfolyója) partján fekszik.

## Története

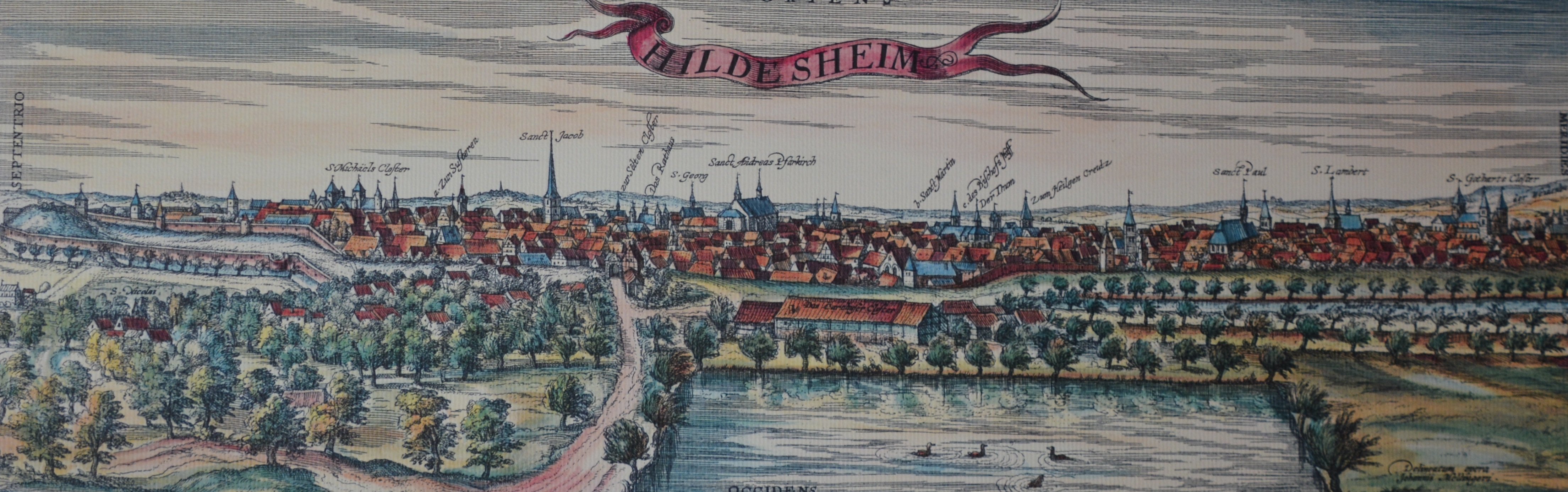
Hildesheim 1572-ben

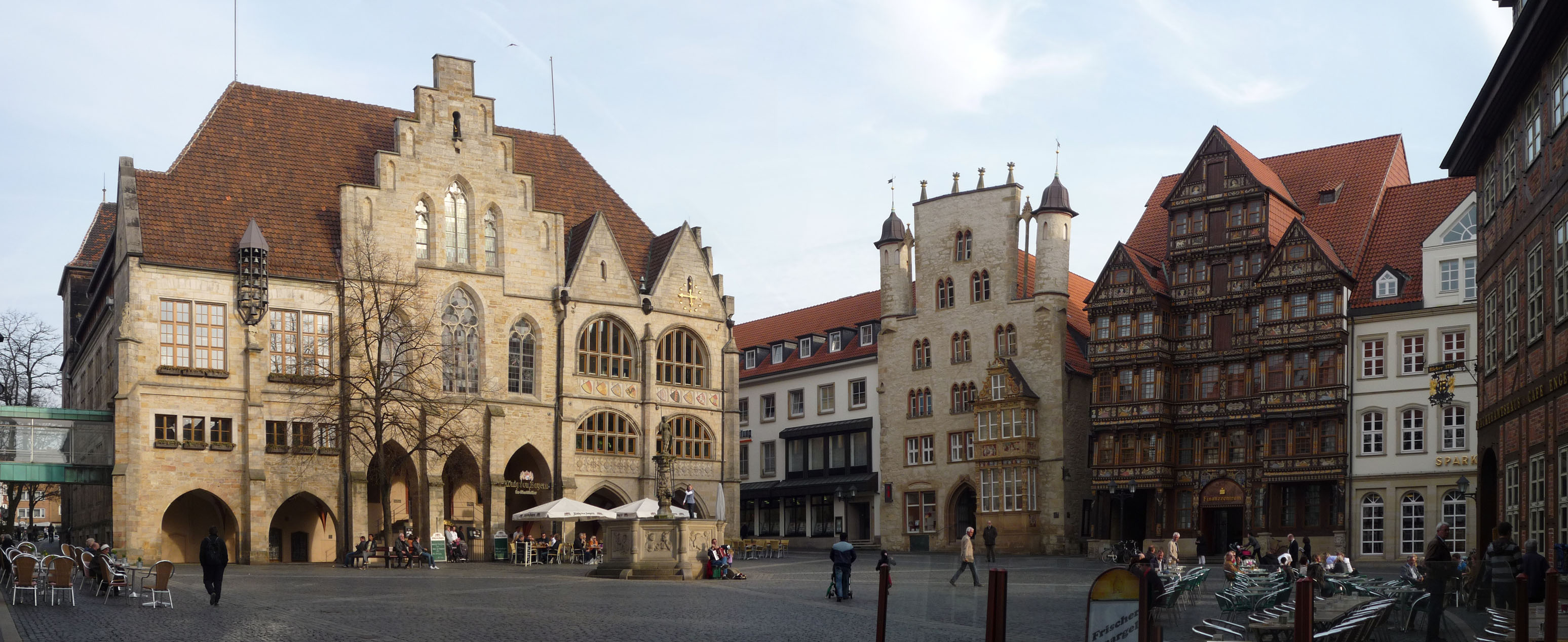
Hildesheim, Főtér

A város fontos kereskedelmi és hadiutak csomópontjában keletkezett. Nevét egy Hildwin nevű germán földbirtokosról kapta.
A település 815-ben a Hildesheimi egyházmegye székhelye lett, és ekkor kezdték építeni a dómot is. 1200-ban az óvárost védőfallal vették körül, a faltól keletre épült fel az újváros.
1367-ben csatlakozott a Hanza-szövetséghez és szabad birodalmi város lett.
1813-ban, a napóleoni háborúk után a Hannoveri Királyság része lett, majd 1866-ban azzal együtt Poroszországhoz csatolták.
Ipari város számos főiskolával, operettel és színházzal.

## Közlekedés

### Közúti közlekedés
A várost érinti az A7-es autópálya.

## Nevezetességei
- Szent András-templom – A 14. század végén épült. 118 méter magas tornya a városban a legmagasabb.
- Szent Mihály-templom – az egyik legszebb és legjelentősebb román stílusú templom. 1007-ben kezdték építeni a szinte erődszerű, hatalmas, háromhajós bazilikát.
- Werner-ház (Wernerhaus)
- Dóm (Dom St. Mariae)
- Roemer- und Pelizaeus-Museum – Németország egyik legnagyobb egyiptomi gyűjteménye.
- Városháza (Rathaus) – A gótikus városházát 1268-ban kezdték építeni, majd többször is átépítették.
- Rolandsbrunen – 1540-ben épített szép kút.

## Galéria

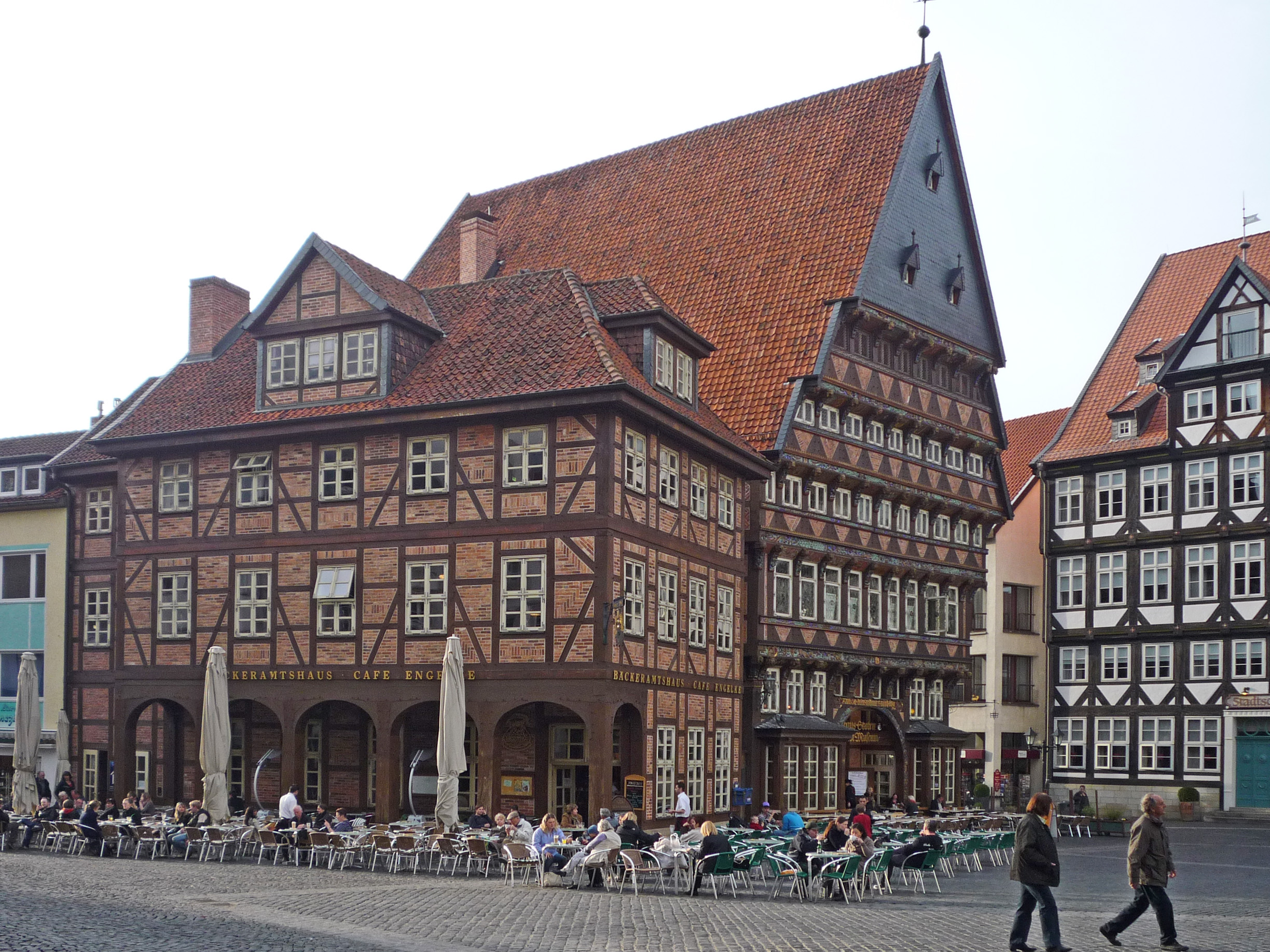
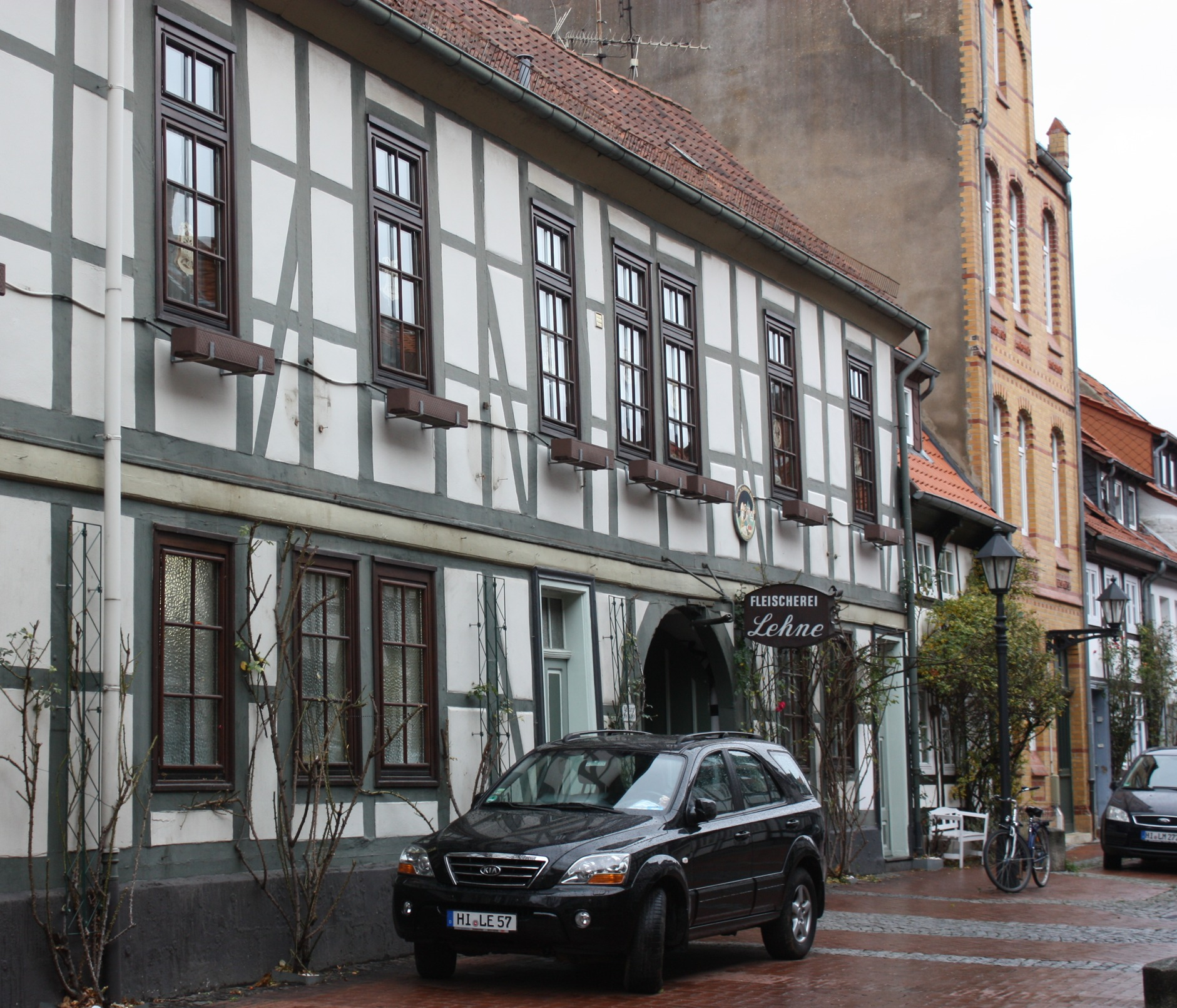
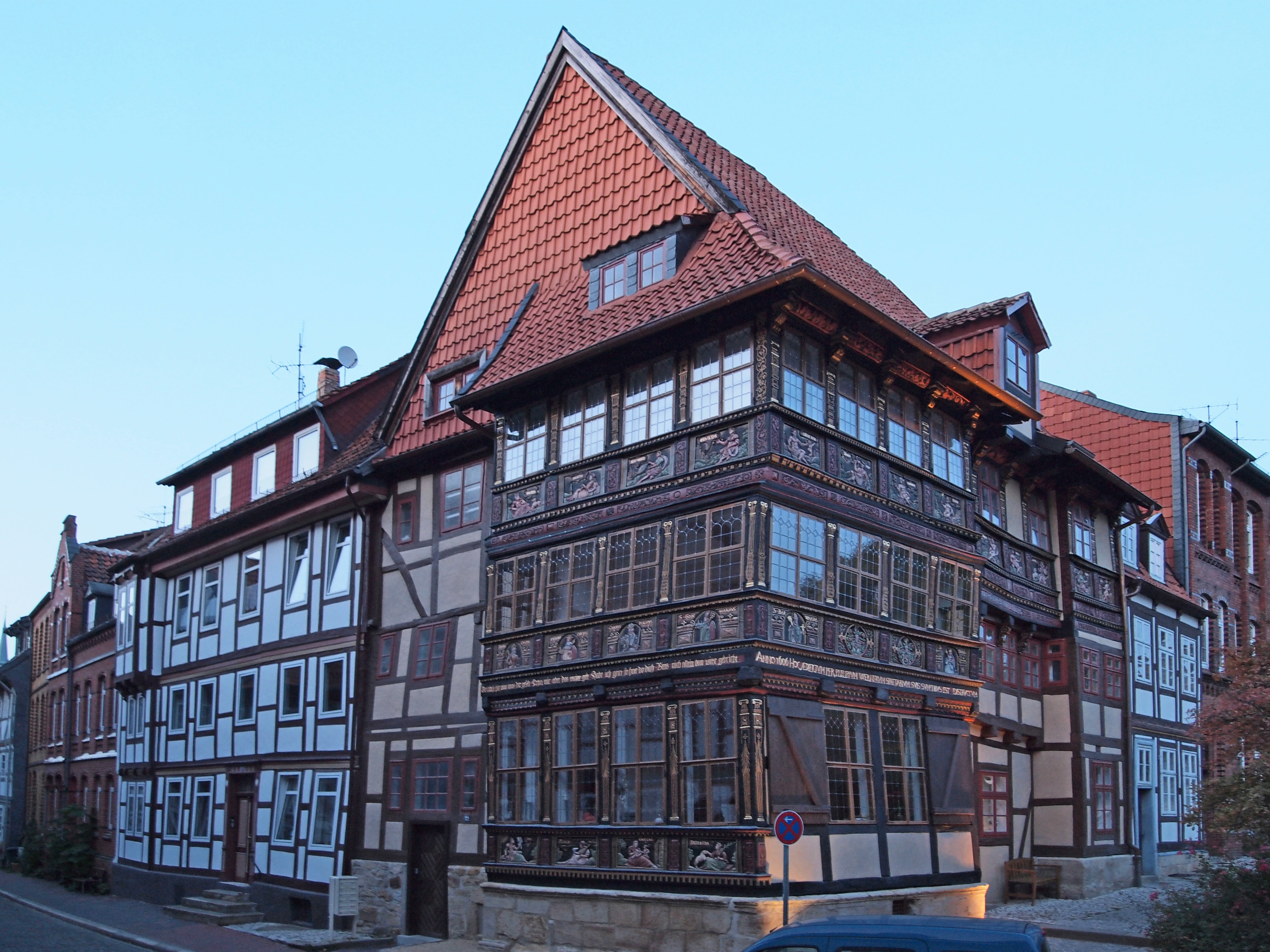
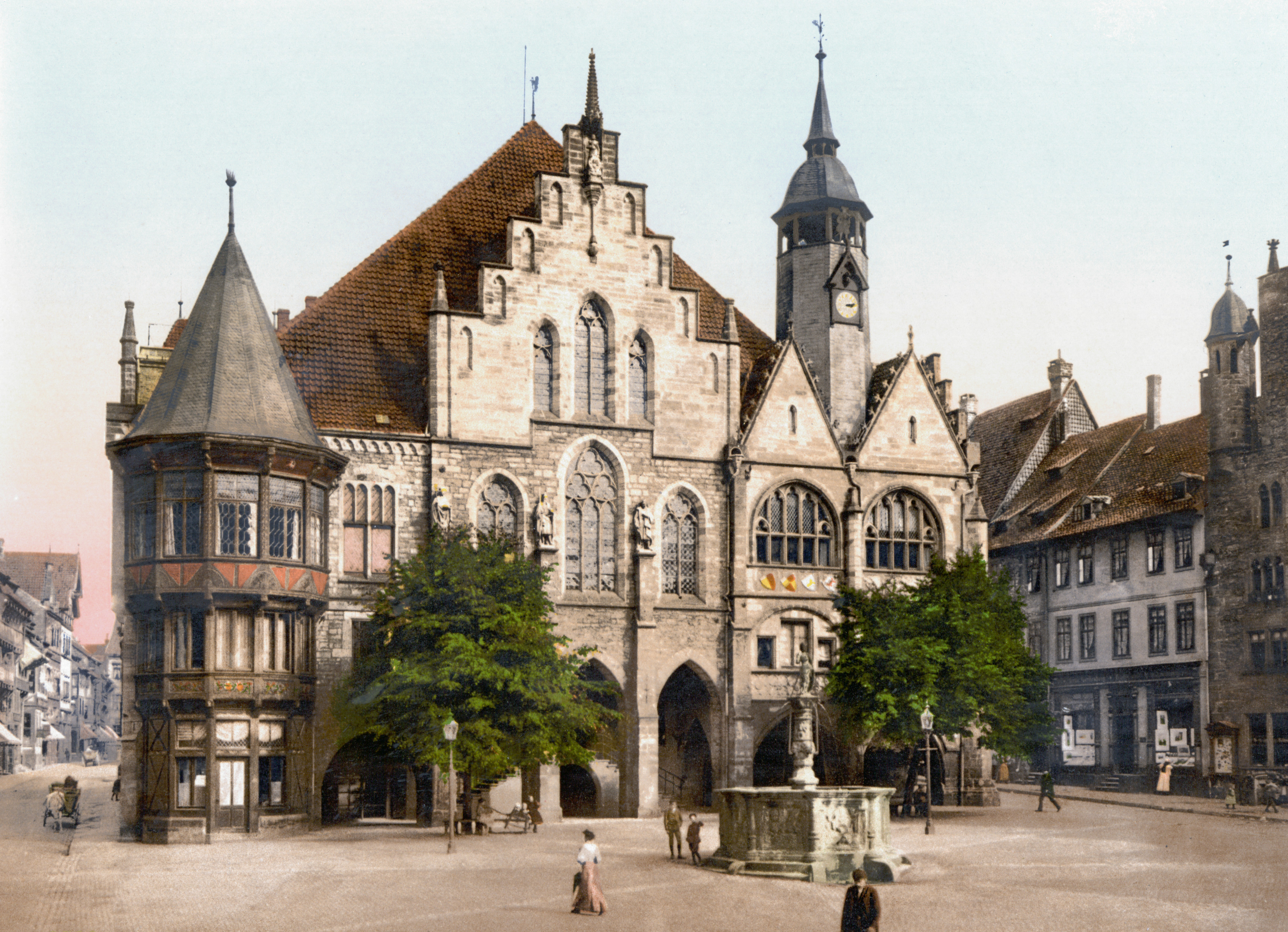
Hildesheim 1900 körül
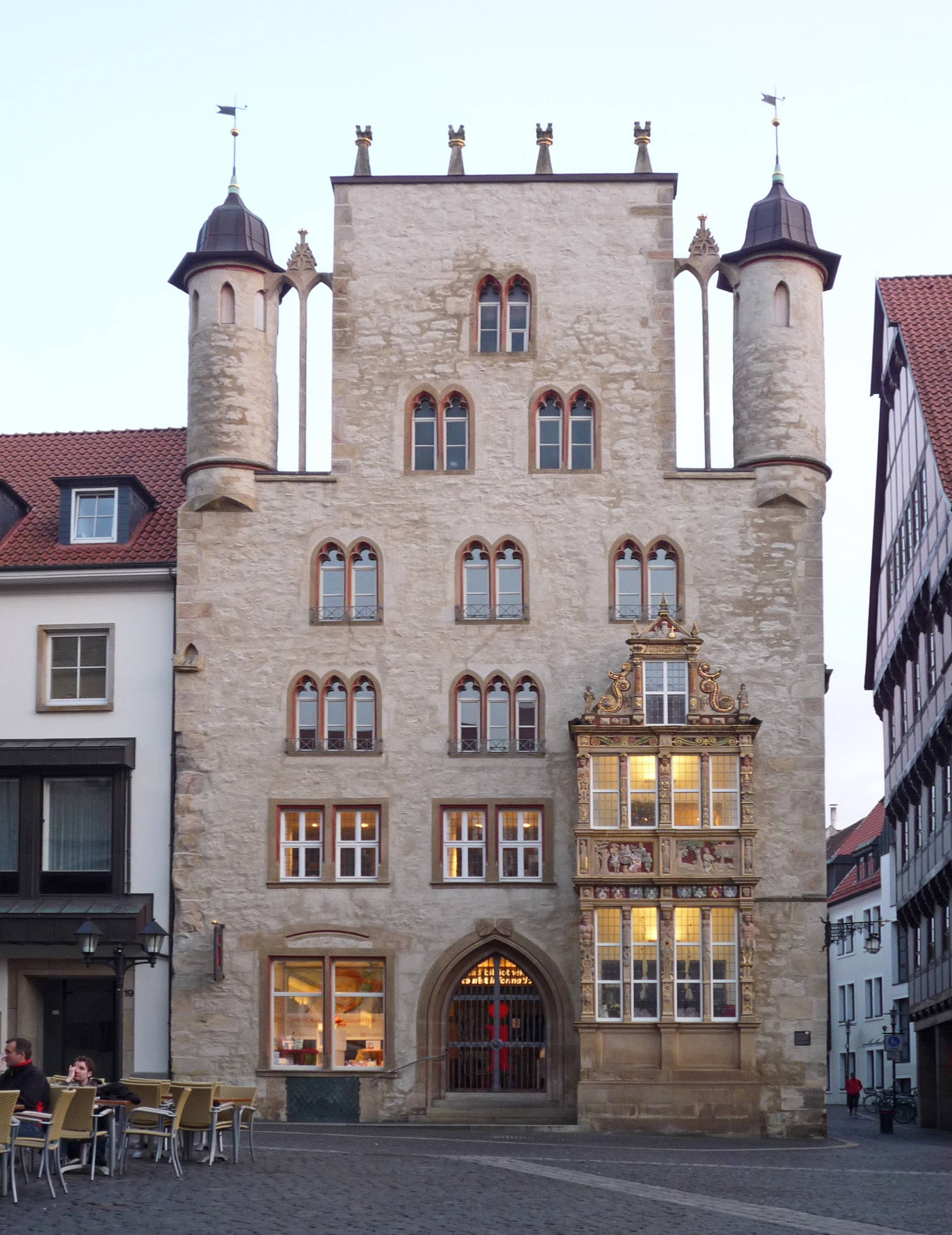
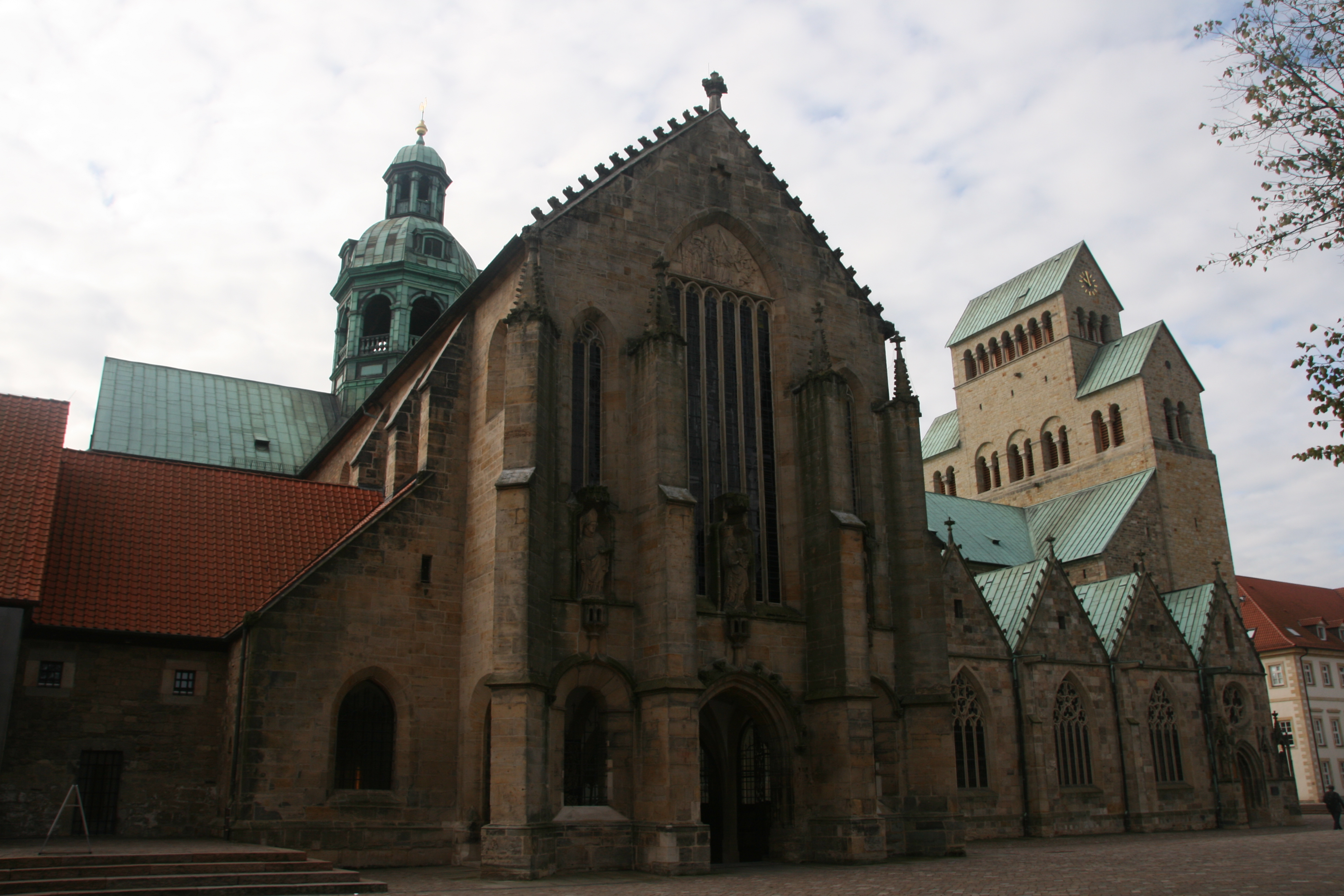
A dóm
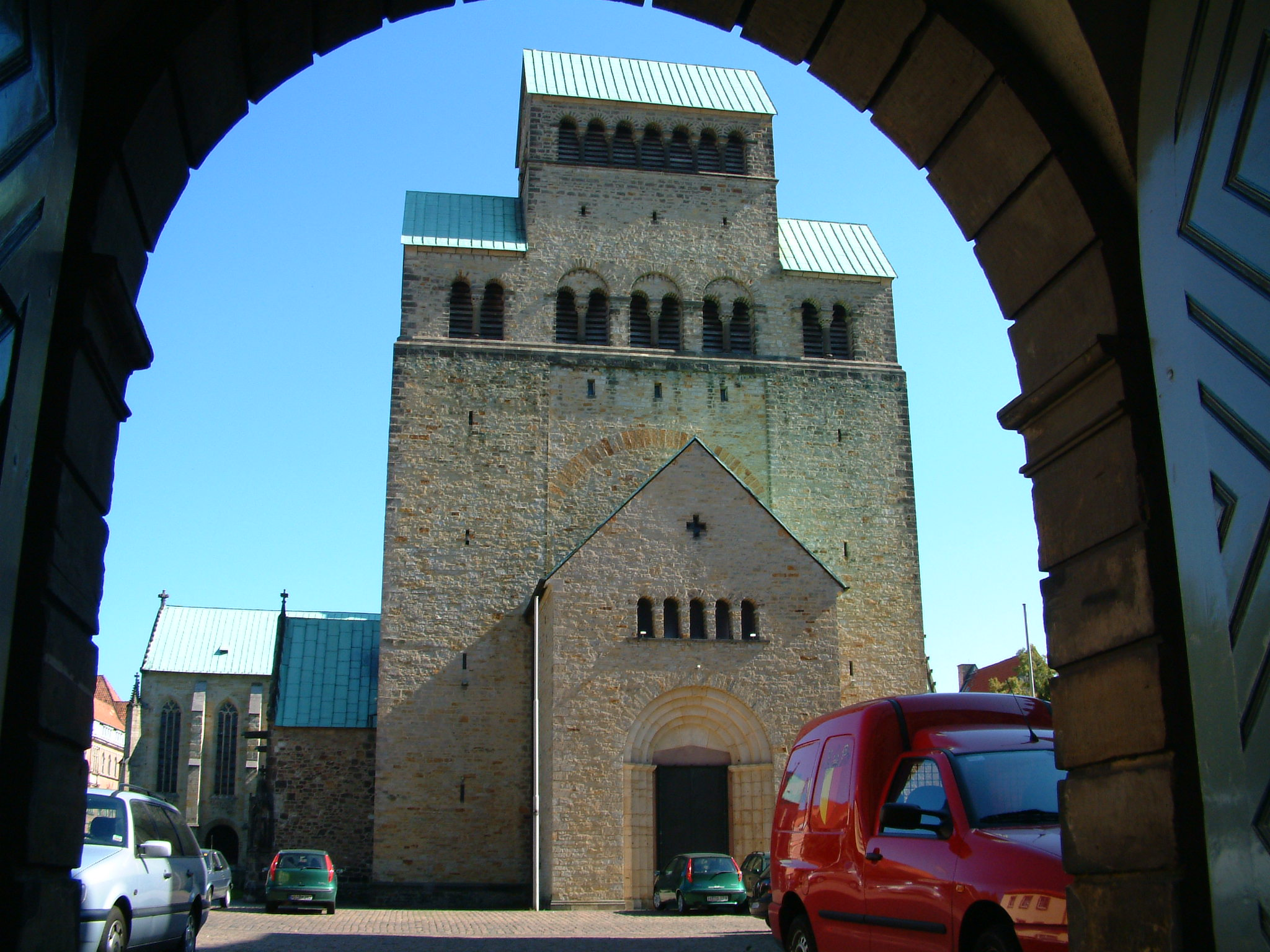
Kolostor
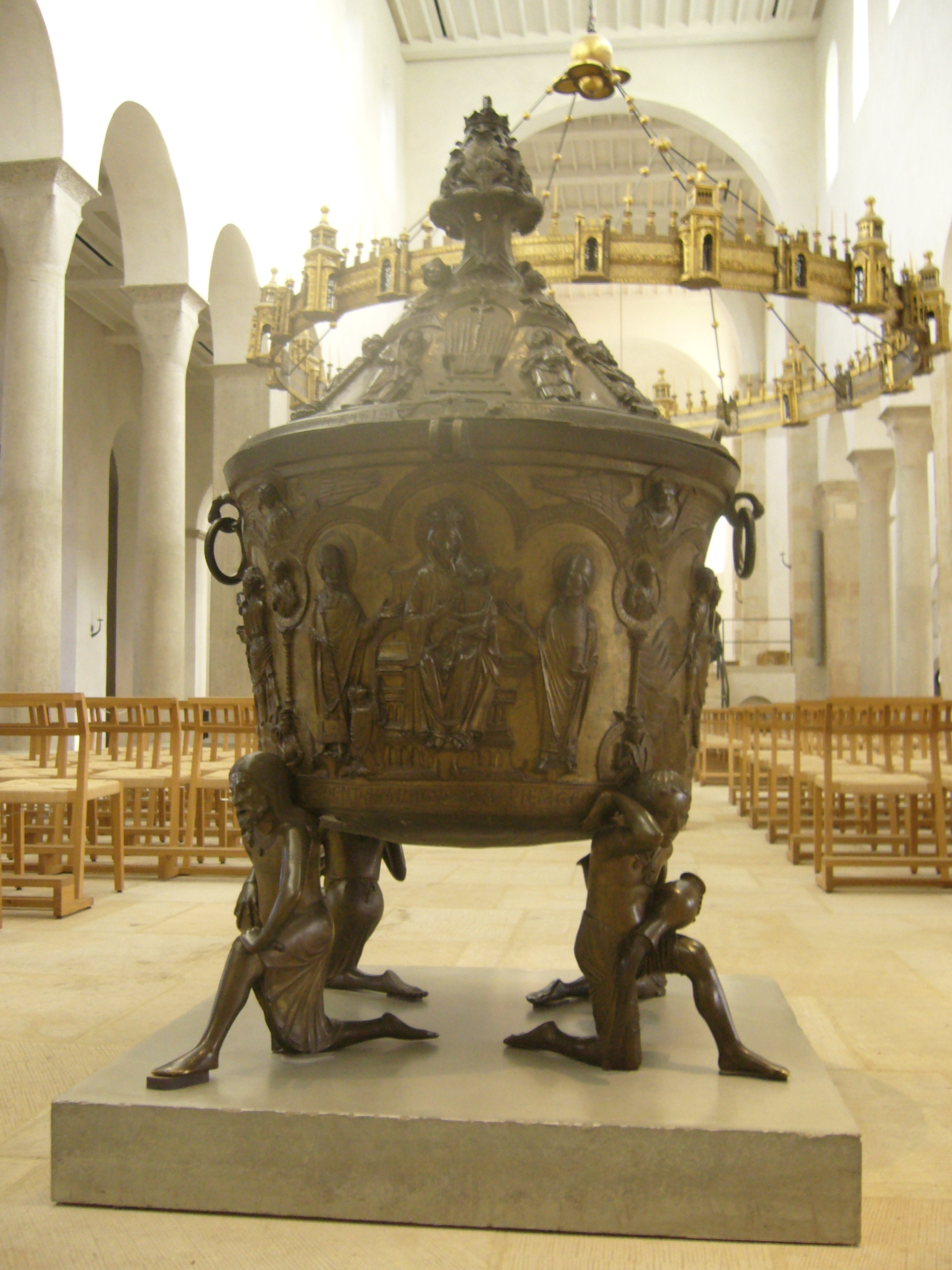
Bronz keresztelőmedence
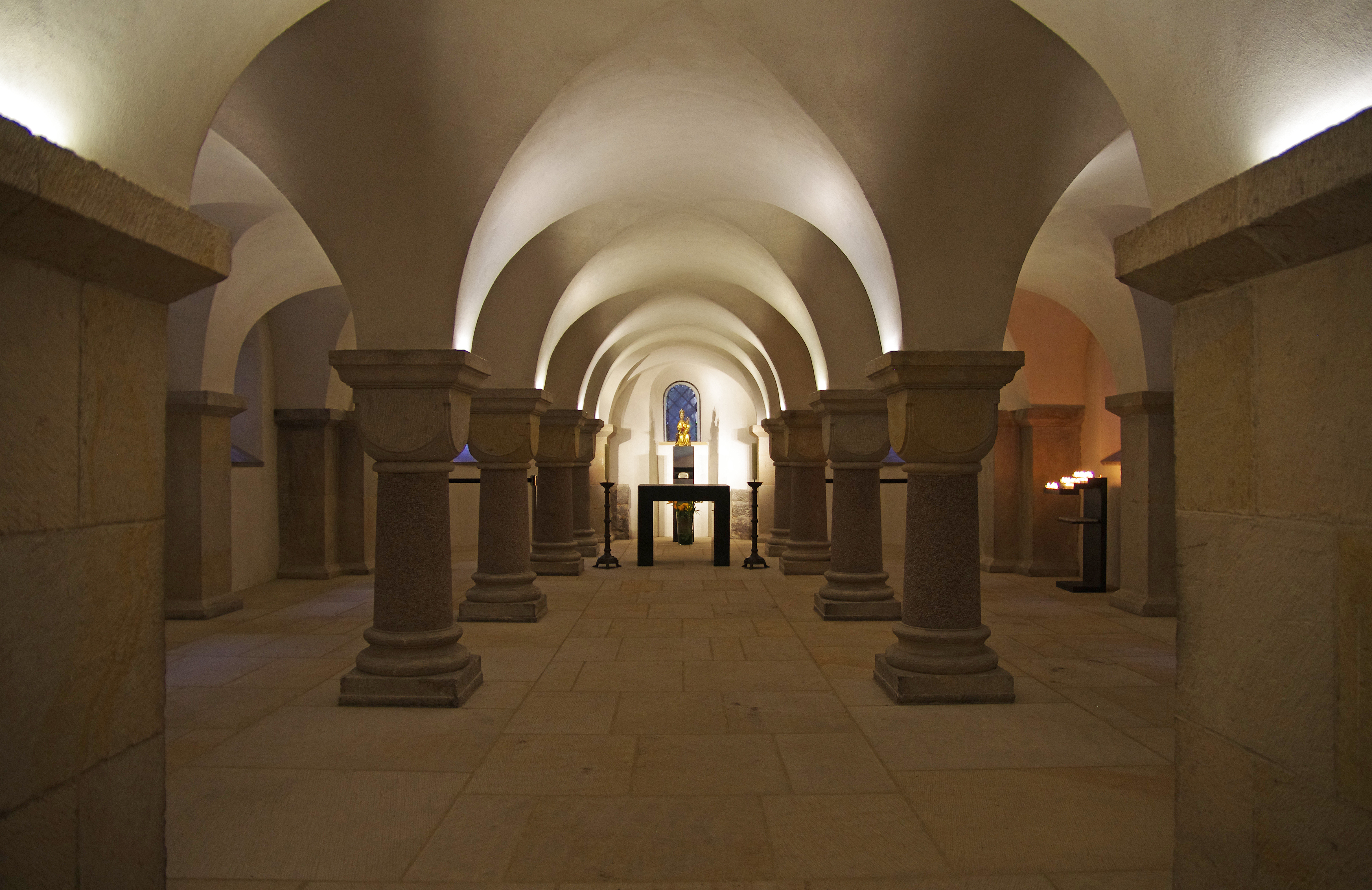
A dóm kriptája
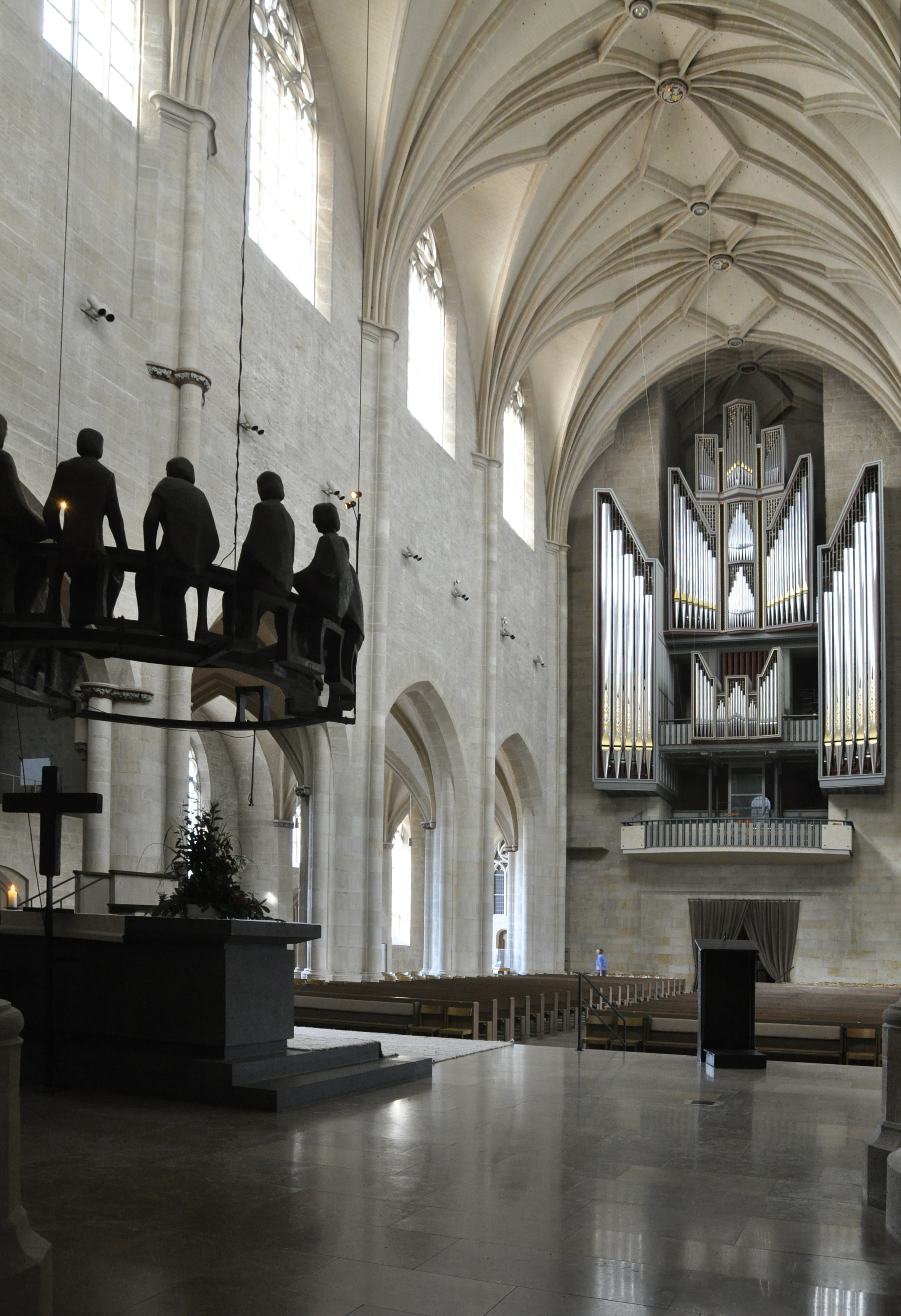
András-templom
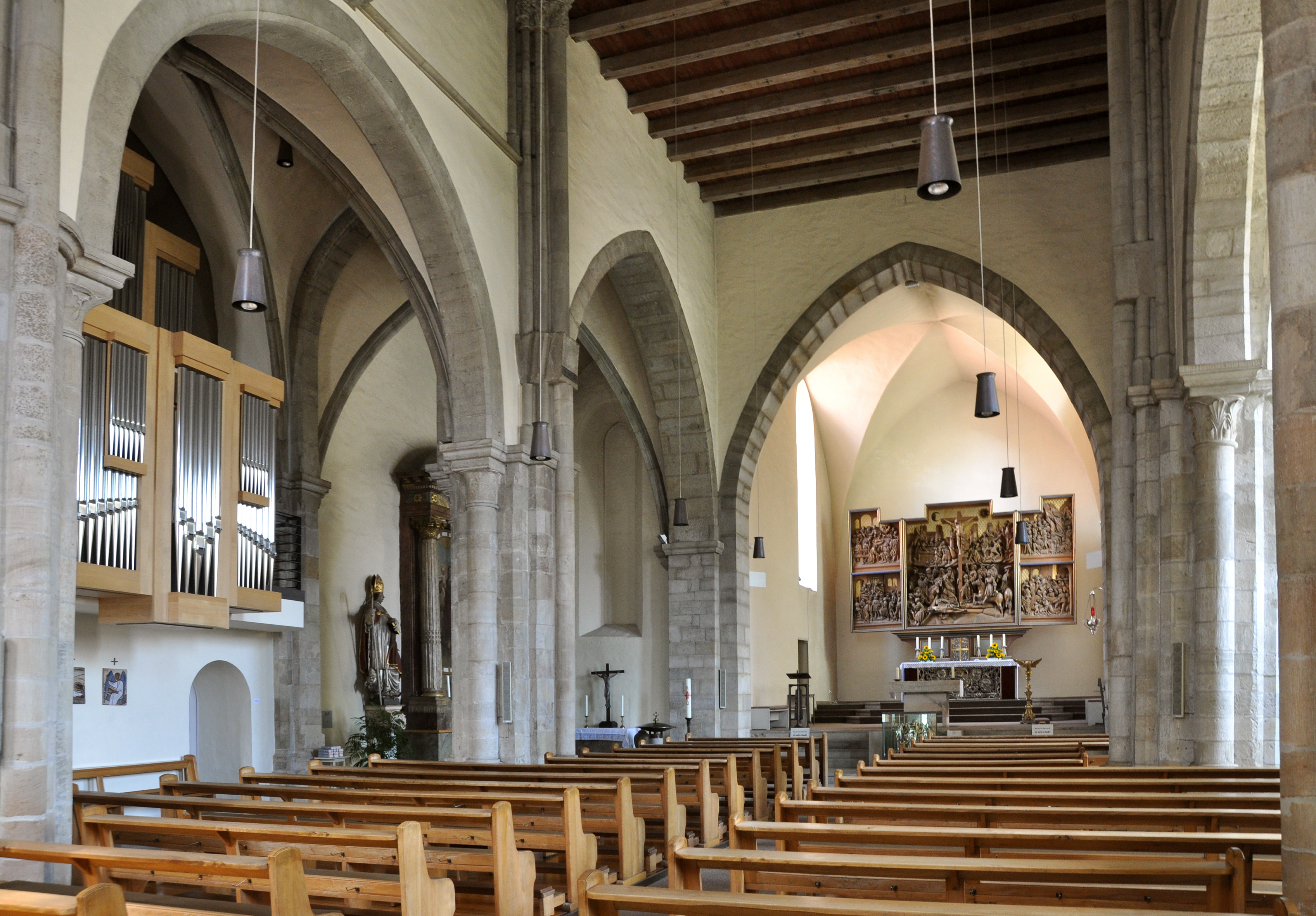
Magdolna-templom
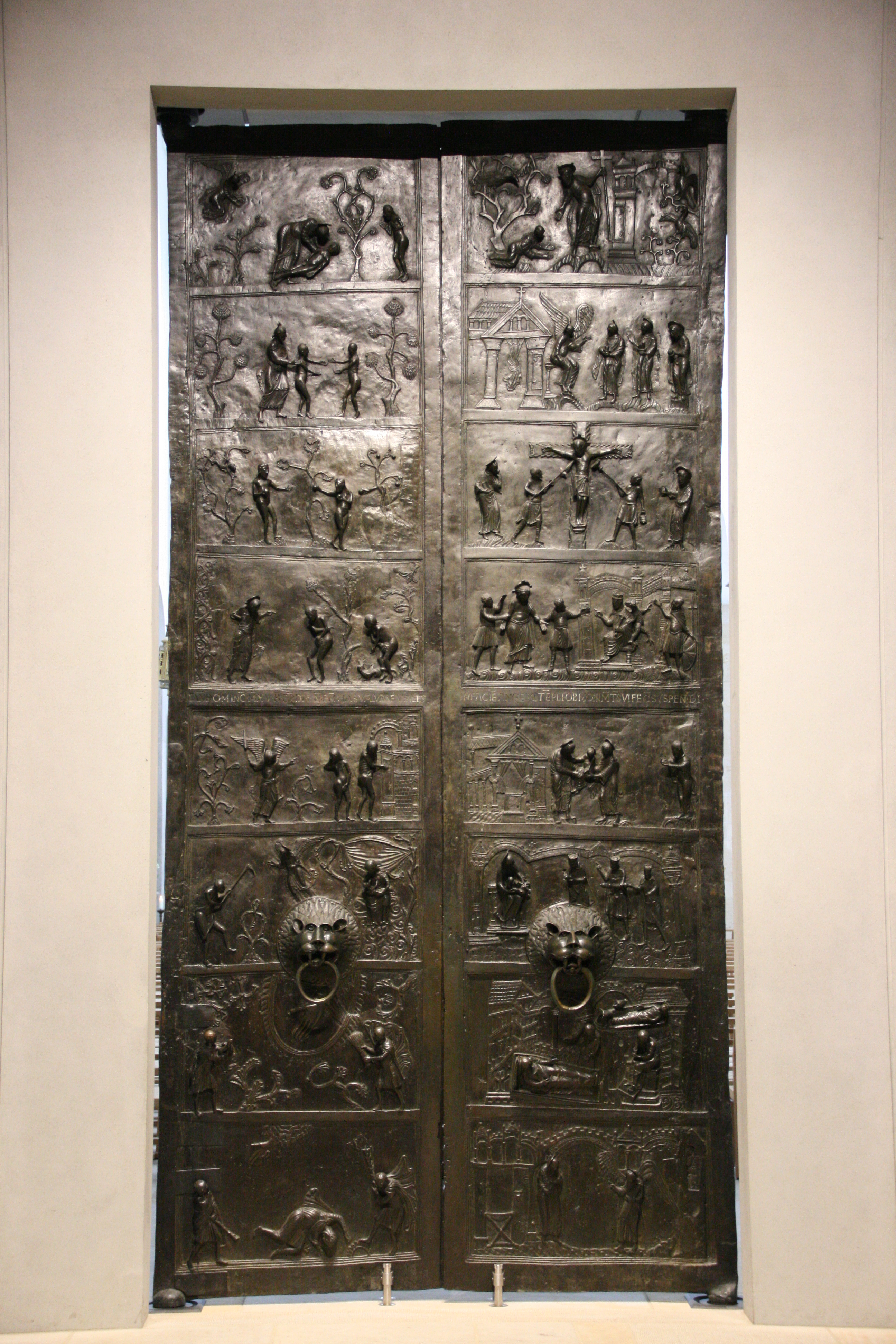

## Fordítás
Ez a szócikk részben vagy egészben a Hildesheim című angol Wikipédia-szócikk ezen változatának fordításán alapul.  Az eredeti cikk szerkesztőit annak laptörténete sorolja fel. Ez a jelzés csupán a megfogalmazás eredetét és a szerzői jogokat jelzi, nem szolgál a cikkben szereplő információk forrásmegjelöléseként.